# Louisiana (Nova França)
Louisiana (en francès: La Louisiane; en 1879, La Louisiane française) o Louisiana Francesa va ser un districte administratiu de la Nova França. Sota el control francès de 1682–1763 i 1800–03, l'àrea va ser anomenada així en honor de Lluís XIV de França, per l'explorador francès René Robert Cavelier de La Salle.
Originalment cobria un extens territori que va incloure la major part de la conca hidrogràfica del riu Mississipi i s'estenia des dels Grans Llacs d'Amèrica del Nord al golf de Mèxic i de les Muntanyes Apalatxes a les Muntanyes Rocoses. Louisiana va ser dividida en dues regions, conegudes com a Alta Louisiana, que començava al nord del riu Arkansas, i Baixa Louisiana. L'actual estat nord-americà de Louisiana es denomina així per aquesta regió històrica, encara que ocupi només una petita porció del territori ocupat pels francesos.

## Naturalesa i geografia
Al segle xviii, Louisiana va incloure la major part del que ara és l'Oest Mitjà dels Estats Units. Demarcar el territori exacte és difícil, ja que no tenia fronteres formals, definides en el sentit modern, les úniques àrees fortificades amb algun centre important de població eren la Vall del riu Mississipi i la regió dels Grans Llacs d'Amèrica del Nord, amb les altres àrees dominades per tribus indígenes. Parlant en general, La Louisiana limita amb els Grans Llacs, en particular amb el llac Michigan i el llac Erie pel nord. A l'est, la colònia francesa estava separada per les Muntanyes Apalatxes de les Tretze Colònies angleses. La regió de les Muntanyes Rocoses marcaven l'extensió occidental de la reclamació francesa. La frontera del sud de Louisiana estava formada pel golf de Mèxic, que va servir com el port per a la colònia. Per l'oest limitava amb les possessions espanyoles del Nou Mèxic, pel sud-oest amb les possessions espanyoles de Texas i pel sud-est amb les també espanyoles possessions espanyoles de les Florides (incloent-hi la Florida Occidental).
La colònia era sobretot plana, el que va ajudar al moviment europeu pel territori. La seva elevació mitjana és de menys de 1000 metres. El territori es fa més muntanyenc cap a l'oest, amb la notable excepció de les Muntanyes Ozark, que estan localitzades en el mig-sud gairebé en la confluència del Missouri amb el Mississipi.
El riu Mississipi era la principal via de comunicacions, a aquest riu li seguien en importància el Missouri i l'Ohio, tot el territori a l'est del Mississipi estava cobert de densos boscos d'arbres caducifolis i coníferes -tals boscos van ser gairebé totalment talats pels nord-americans durant el segle xix-, a l'oest del Mississipi el dens bosc es perllongava uns 250 quilòmetres (zona anomenada Travessia dels Troncs), després, fins a les Muntanyes Rocoses (en zones disputades amb Espanya) l'extensa regió de les prades que es trobava poblada per ramats de milions de bisons.
L'extens territori de la Louisiana es dividia tradicionalment, gairebé a parts iguals, en un sector sud o Baixa Louisiana la capital era Nova Orleans, i un sector nord o Alta Louisiana la capital era Saint Louis del Missouri.

### Baixa Louisiana
La part inferior de Louisiana (en francès Basse-Louisiane), té un clima temperat que està marcat per huracans en les regions al llarg de la costa del golf de Mèxic que generalment ocorren entre finals d'estiu i principis de tardor. Les gelades d'hivern són escasses en aquesta regió, permetent el cultiu d'arròs, tabac, i anyil. El paisatge d'aquesta àrea està caracteritzat pels seus molts pantans, amb pantans grans al delta del riu Mississipi i pantans d'acompanyament, que van començar quan els rierols i els corrents es van separar del Mississipi per formar canals (bayous) llargs, lents, formant una xarxa navegable de milers de quilòmetres d'aigua.

### Alta Louisiana
La part superior de Louisiana (en francès Haute-Louisiane), consistia sobretot en planes grans, fèrtils. La seva capital, Saint Louis fou fundada en 1764 El clima és càlid durant l'estiu amb freqüents trombes, i molt fred, ja que està sota la influència del corrent d'aire polar a l'hivern. Al segle xvii, grans parts de l'àrea estaven cobertes de boscos, adients per protegir a animals valuosos per al comerç de pell. Els boscos van ser en la seva major part talats en la segona meitat del segle xix.

## Història

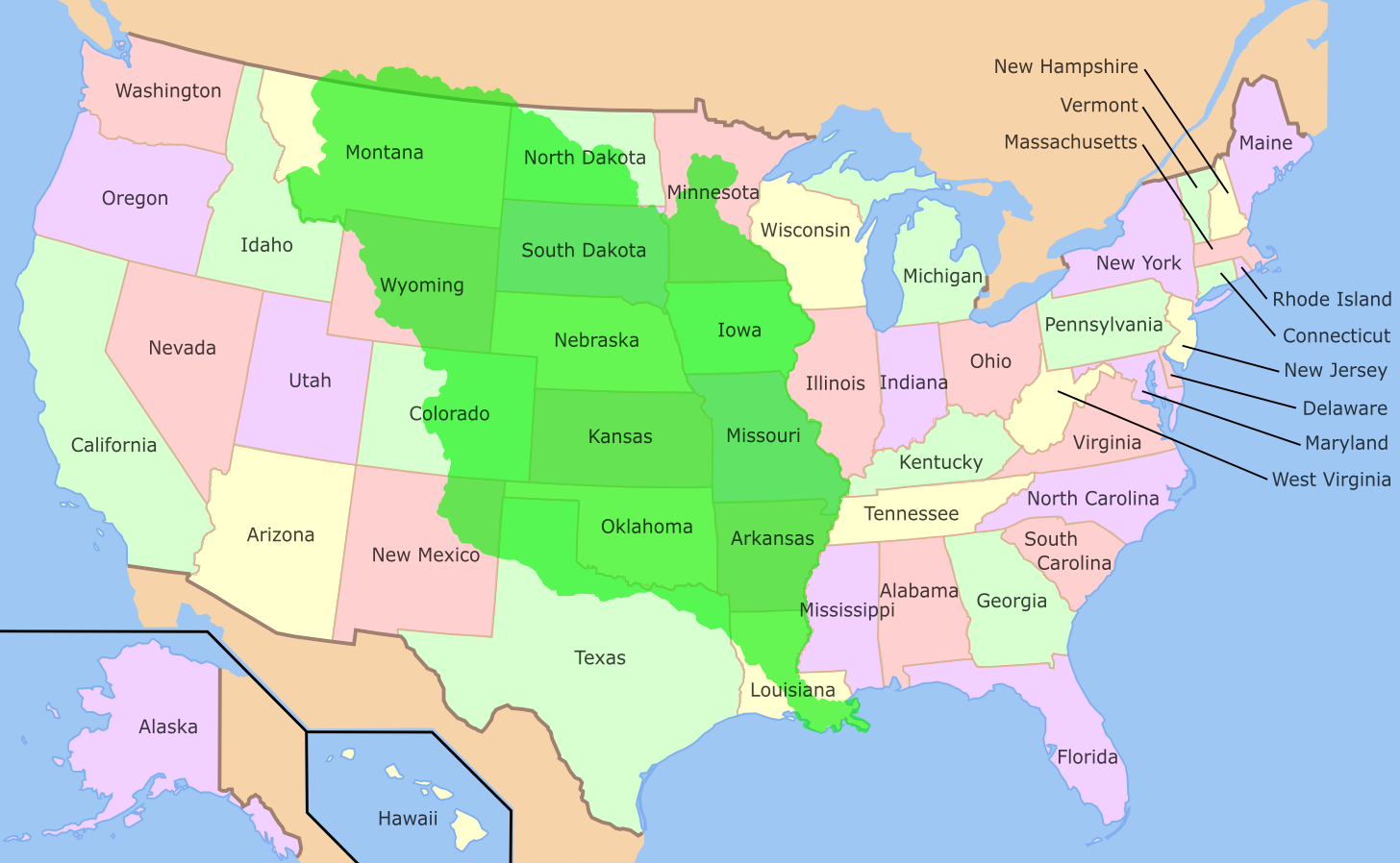
Vista (marcat en verd fosc) del Territori de Louisiana, el 1803

La Louisiana no es va desenvolupar molt a causa d'una manca de recursos humans i financers. La derrota francesa a la Guerra dels Set Anys va acabar amb el Tractat de París que forçava a França a cedir la part oriental del territori als anglesos, i la part occidental a Espanya com a compensació per la pèrdua de les Florides. França va recobrar la sobirania del territori occidental en el Tractat de Sant Ildefons de 1800. No obstant això, Napoleó Bonaparte va decidir vendre el territori als Estats Units el 1803, acabant la presència de França a Louisiana.
Part d'aquesta possessió va ser cedida posteriorment a Gran Bretanya en el Tractat de 1818. Aquesta secció està situada a sobre del paral·lel 49 en una porció del que són en l'actualitat les províncies canadenques d'Alberta i Saskatchewan.

### Cronologia sumària
- 1673: el canadenc Louis Jolliet i el francès Jacques Marquette comencen l'exploració del riu Mississipi.[6]
- 1682: Cavelier de La Salle descendeix el riu Mississipi fins a la desembocadura.[1]
- 1699: Pierre Le Moyne d'Iberville reconeix la costa de Louisiana.[7]
- 1701: Antoine Laumet de la Mothe Cadillac funda Fort Détroit.[8]
- 1716: començament del comerç d'esclaus a Louisiana.[9]
- 1718: fundació de Nova Orleans.[10]
- 1723: Nova Orleans es converteix en la capital de la Louisiana Francesa en substitució de Biloxi.[11]
- 1763: Tractat de París, França perd Louisiana.[12]
- 1764: fundació de Saint Louis (Missouri).[13]
- 1779: fundació de Chicago per Jean Baptiste Pointe du Sable.[14]
- 1800: Tractat secret de Sant Ildefons, França recupera l'oest de Louisiana.[15]
- 1803: Napoleó Bonaparte ven Louisiana als Estats Units.[16]